# Caserta
Caserta ist die Hauptstadt der Provinz Caserta in der italienischen Region Kampanien.

## Lage und Daten
Die Gemeinde umfasst neben dem Hauptort Caserta zahlreiche weitere Ortsteile, von denen einige vor der Gebietsreform unter Mussolini eigenständige Gemeinden waren, etwa das mittelalterliche San Leucio, das für seine Seidenstoffe und das ehemalige königliche Lustschloss Belvedere bekannt ist. Die gegenwärtigen Ortsteile sind  Aldifreda, Briano, Casertavecchia, Casola, Casolla, Centurano, Ercole, Falciano, Garzano, Mezzano, Piedimonte di Casolla, Pozzovetere, Puccianiello, Sala, San Benedetto, San Clemente, San Leucio, Santa Barbara, Sommana, Staturano, Tredici, Tuoro und Vaccheria.
Die Stadt ist ein kleinerer Eisenbahnknoten, der an seinem Südrand von einer Umgehungsbahn mit dem Rangierbahnhof Marcianise Smistamento für den gesamten Neapolitaner Eisenbahnknotenbereich umfahren wird.
Die Nachbargemeinden sind Capua, Casagiove, Castel Morrone, Limatola (BN), Maddaloni, Recale, San Marco Evangelista, San Nicola la Strada, San Prisco, Sant’Agata de’ Goti (BN) und Valle di Maddaloni.

## Herkunft des Namens
Der Name Caserta geht zurück auf das mittelalterliche Dorf Tor Lupara, das mundartlich Casa Irta (wörtlich „oberes Haus“) genannt wurde und sich aufgrund der Abwanderung in die Ebene völlig entvölkerte. Dieses Dorf lag zum großen Teil auf dem Gebiet des heutigen Casertavecchia, einem ca. 10 km entfernten Vorort von Caserta.

## Geschichte
Caserta war der Sitz zahlreicher Bischöfe. Die Grafschaft Caserta wurde 879 von Pandulfo di Capua gegründet, die Burg befand sich im heutigen Ortsteil Casertavecchia. 1057 von den Normannen erobert, kam die Grafschaft nacheinander an die Häuser Lauro, Sanseverino, Beaumont, del Balzo, Roheri, Caetani di Sermoneta, Diego de Lahart della Ratta (erwähnt in Giovanni Boccaccios Decamerone), Acquaviva, Gaetani und schließlich Bourbon-Sizilien.
Am 29. April 1945 wurde in Caserta, genauer im Schloss Caserta, die Teilkapitulation der deutschen Wehrmachts-Einheiten in Italien unterzeichnet (Operation Sunrise), die am 2. Mai mittags in Kraft trat.
Im Jahre 1980 kam Sophia Loren in die Schlagzeilen, als sie zu 30 Tagen Haft wegen Steuerhinterziehung verurteilt wurde. Die Strafe trat sie in Caserta im Mai 1982 an.

## Sehenswürdigkeiten

### Der bourbonische Königspalast von Caserta
|  |
|  |

Der Hauptort gehört zusammen mit San Nicola la Strada und San Marco Evangelista (ehemals Masserie) zu den drei Siedlungen, die um den barocken Palast von Caserta (Palazzo Reale) der Bourbonen gewachsen sind. Begonnen wurde der Bau des Palastes im Jahr 1752 anhand der Pläne des in Neapel geborenen Architekten Luigi Vanvitelli nach dem Vorbild von Schloss Versailles ("italienisches Versailles"). Es handelt sich um eine der meistbesuchten Sehenswürdigkeiten Italiens mit reichverzierten Sälen und einem einzigartigen Schlosspark, der eine der größten Grünflächen Kampaniens darstellt und zum Besten gehört, was das 18. Jh. auf dem Gebiet der Gartenkunst hervorgebracht hat.
Das Schloss, das regelmäßig um vier Innenhöfe gruppiert ist und mit zwei breiten Fronten zur Stadt und zum Park aufwarten kann, gehört mit 1217 Zimmern zu den größten Barockbauwerken Europas. Die Fassade zur geplanten, aber nur in Grundzügen ausgeführten Stadt ist sehr streng gegliedert und erlaubt durch die mittlere Achse einen Blick auf den 3 km langen Schlosspark, der eine italienische Version eines barocken Gartens darstellt. Der Gartenbereich von Caserta ist als Bergpark ausgeführt und bezieht die gesamte Umgebung großflächig in die Architektur des Schlosses mit ein.

## Sport
Der Basketballverein Juventus Caserta spielte von 1983 bis 1994 in der Serie A1 und gewann 1988 den italienischen Pokal sowie 1991 die Meisterschaft, 1998 musste der Spielbetrieb jedoch eingestellt werden. 2004 erwarb der neu gegründete Verein JuveCaserta Basket die Lizenz eines anderen Vereins für die LegADue, die zweithöchste Liga Italiens, und seit 2008 ist der Verein wieder in der höchsten Spielklasse vertreten.
Der ortsansässige Fußballverein US Casertana spielt aktuell in der Serie C, der dritthöchsten Spielklasse Italiens.

## Städtepartnerschaften
- Pitești, Rumänien
- Aley, Libanon

## Söhne und Töchter der Stadt
- Giulio Antonio Santorio (1532–1602), Inquisitor und Kardinal der heiligen römisch-katholischen Kirche
- Francesco Saverio Salerno (1928–2017), römisch-katholischer Geistlicher, Kurienbischof
- Massimo Morales (* 1964), Fußballspieler und -trainer
- Ferruccio Spinetti (* 1970), Jazz- und Popmusiker
- Gianluca Grava (* 1977), Fußballspieler
- Francesco Tavano (* 1979), Fußballspieler
- Marco D’Amore (* 1981), Schauspieler
- Clemente Russo (* 1982), Boxer
- Joseph Capriati (* 1987), DJ und Techno-Produzent
- Enrico Brignola (* 1999), Fußballspieler